# Rekonq
rekonq는 자유 소프트웨어 프로젝트 KDE 내에서 개발된 가벼운 QtWebKit 기반 웹 브라우저이다. 차크라 GNU/리눅스의 기본 웹 브라우저이며 쿠분투(버전 10.10부터 13.10까지)의 기본 브라우저이다. rekonq는 2010년 5월 25일부터 KDE 엑스트라기어에 공식 포함되어 있다. KDE가 웹 브라우저와 파일 관리자로 또한 개발하는 Konqueror와 대조적으로 rekonq는 독립적인 단순 웹 브라우저를 지향한다. 코드는 처음에 Qt 개발 프레임워크의 QtDemoBrowser에 기반을 두었으며 KDE 프로젝트의 Git 저장소를 통해 개발된 상태이다.
2014년 1월 기준으로 rekonq의 추가 개발은 없으며 개발을 재시작할 인력이나 지원이 전무한 상황이다.

## 같이 보기
- 웹 브라우저 목록